# ثوم عديد الأسدية
الثوم عديد الأسدية (باللاتينية: Allium myrianthum) نوع نباتي عشبي يتبع جنس الثوم من الفصيلة الثومية.

## الموئل والانتشار
ينتشر في بلاد الشام والمغرب العربي ووادي النيل.